# 久喜市梨組合
久喜市梨組合（くきしなしくみあい）は埼玉県久喜市の久喜区域を主とする梨農家の組合である。

## 概要
久喜市梨組合は何度かの変遷を経て、1983年（昭和58年）に今日の組織体系となる。現在、組合員は53名である。梨の出荷期間中にはイトーヨーカ堂久喜店内に久喜市梨組合の直売コーナーが設けられる。また久喜市除堀地内（久喜区域・江面地区）の久喜梨撰果所の前、および久喜市吉羽地内（久喜区域・太田地区）の南彩農業協同組合太田支店の前に直売所が設けられる。